# Ambivia undata
Ambivia undata es una especie de mantis de la familia Mantidae. Al igual que en Ambivia parapopa, los machos miden unos 4-5 cm y las hembras unos 5-6 cm.

## Distribución geográfica
Se encuentra en North-Vietnam, Tailandia, Malasia, Birmania y Borneo.